# Gabinete Poincaré V
O Gabinete Poincaré V foi o ministério formado por Raymond Poincaré em 11 de novembro de 1928 e dissolvido em 26 de julho de 1929. Foi o 80º gabinete da Terceira República Francesa, sendo antecedido pelo Gabinete Poincaré IV e sucedido pelo Gabinete Briand XI.

## Contexto
O forte apoio popular a Raymond Poincaré permitiu que ele mantivesse uma forte coalizão na Assembleia Nacional Francesa, reformulando seu gabinete anterior e permanecendo no poder. Seu quinto e último governo foi voltado para a manutenção de sua política econômica, lidando com os efeitos da crise.
Em 26 de julho de 1929, dia do encerramento da sessão parlamentar, Poincaré anunciou sua renúncia por motivos de saúde. Dias depois, foi formado o décimo primeiro (e último) governo liderado por Aristide Briand.

## Composição

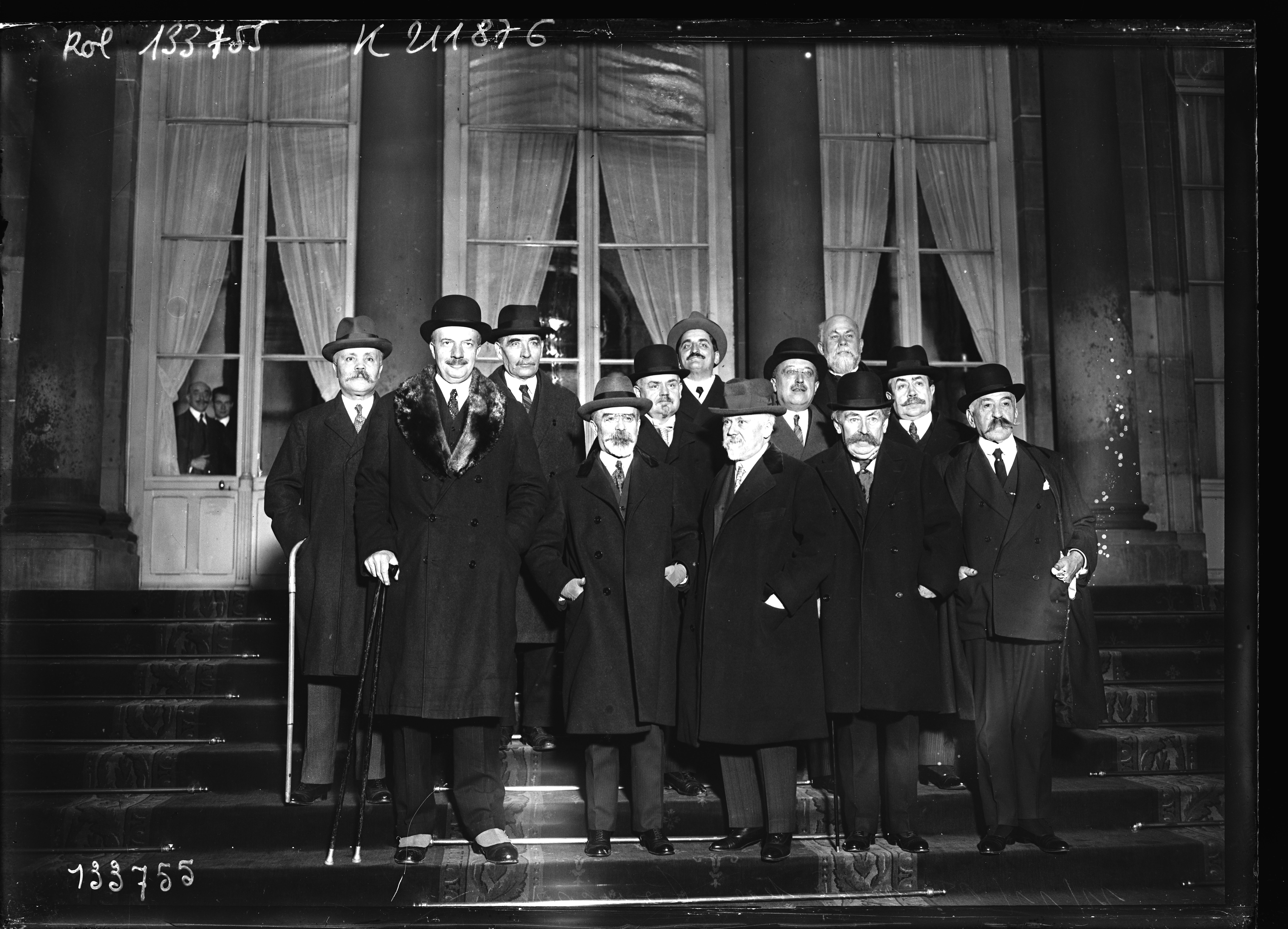
O 5º Gabinete Poincaré em fotografia de 1928.

- Presidente da República: Gaston Doumergue
- Presidente do Conselho de Ministros: Raymond Poincaré
- Ministro dos Estrangeiros: Aristide Briand
- Ministro da Justiça: Louis Barthou
- Ministro do Interior: André Tardieu
- Ministro da Guerra: Paul Painlevé
- Ministro das Finanças: Henry Chéron
- Ministro da Marinha: Georges Leygues
- Ministro da Instrução Pública e Belas Artes: Pierre Marraud
- Ministro das Obras Públicas: Pierre Forgeot
- Ministro da Agricultura: Jean Hennessy
- Ministro do Comércio e Indústria: Georges Bonnefous
- Ministro das Colônias: André Maginot
- Ministro do Trabalho, Higiene, Assistência e Segurança Social: Louis Loucheur
- Ministro das Pensões: Louis Antériou
- Ministro do Ar: Laurent Eynac